# J/Direct
J/Direct war eine in einigen Versionen von Microsofts Java Virtual Machine enthaltene Technologie, die direkte Aufrufe in die Windows API erlaubte. J/Direct ersetzte in Microsofts virtueller Maschine das Java Native Interface.
Die Veröffentlichung von J/Direct (zusammen mit AFC und WFC) war Teil von Microsofts Strategie, die Führungsrolle in der wachsenden Java-Community zu übernehmen.
Java-Programme, die J/Direct benutzten, waren nur unter Microsoft Windows lauffähig. Das wurde als Versuch Microsofts gesehen, einen der größten Vorteile von Java, dessen Plattformunabhängigkeit, zunichtezumachen – ganz im Sinne der Taktik Embrace, Extend and Extinguish.
Nachdem Microsoft seine eigene Java Virtual Machine aufgegeben hatte und der Wechsel zur .NET-Umgebung vollzogen war, wurde J/Direct nicht mehr weiterentwickelt.